# Pressoir de Champvallon
Le pressoir de Champvallon est un pressoir situé à Champvallon, en France.

## Localisation
Le pressoir est situé dans le département français de l'Yonne, sur la commune de Champvallon.

## Historique
L'édifice est inscrit au titre des monuments historiques en 2002.